# Се (Макао)
Се (порт. Sé, кит. 大堂區, досл.: «Соборный округ») — район (фрегезия) в САР Макао Китайской Народной Республики. Название происходит от наименования расположенного здесь католического храма.
В этом районе расположены большинство известных магазинов, высококлассных ресторанов, четырех- и пятизвездочных отелей и все казино полуострова Макао, включая знаменитые Lisboa и Sands.

## География
Находится в юго-восточной части полуострова Макао. Высота над уровнем моря — 5 м.
Это самый большой район в Макао, его площадь составляет 3,4 км² — 36,56% от площади полуострова.

## Достопримечательности
В этой части Макао находится католический храм Игрежа-да-Се, в честь которого получил название район.
На территории района расположен 47-этажный небоскрёб Grand Lisboa — самое высокое здание Макао.

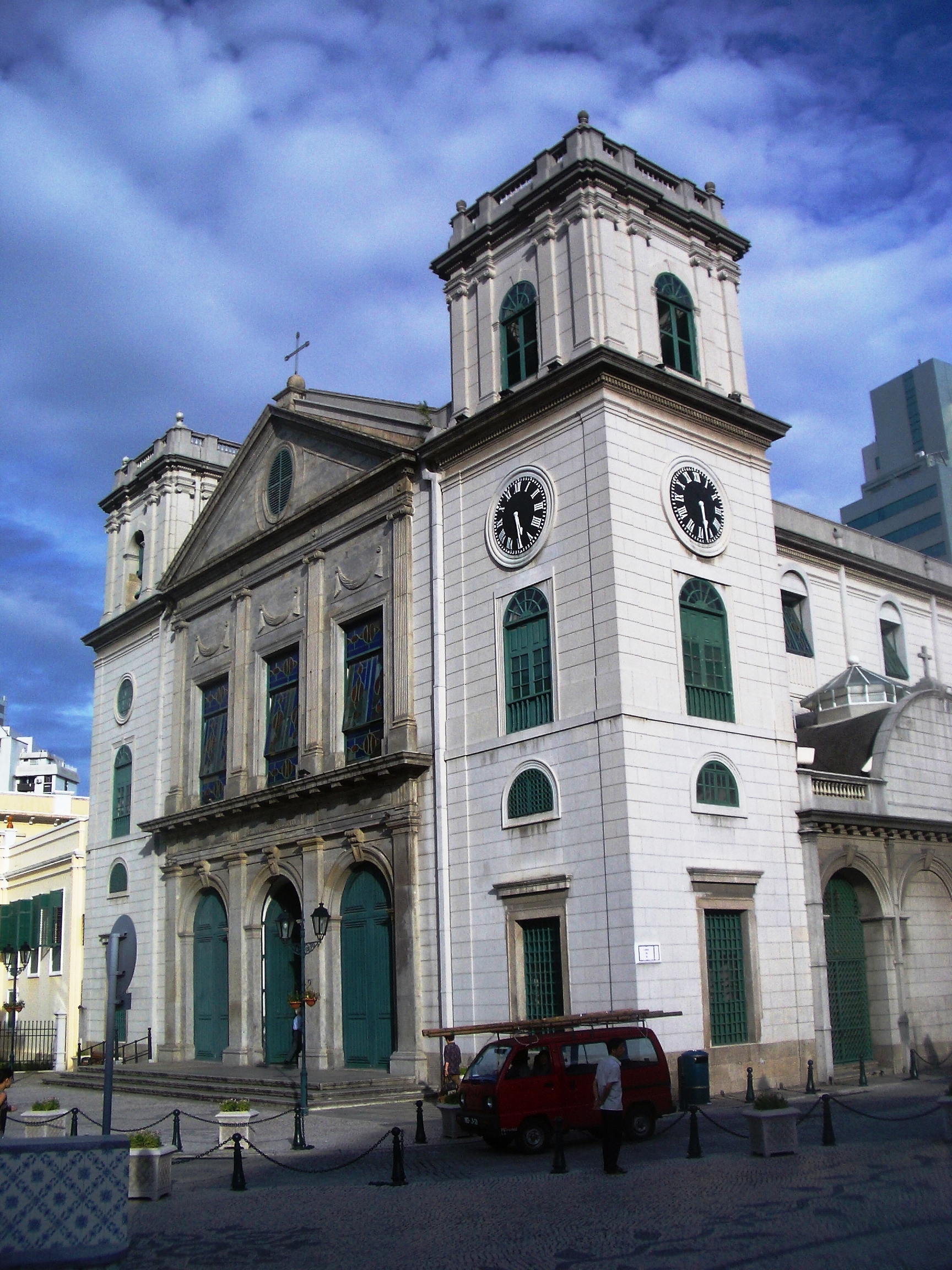
Храм Игрежа-да-Се
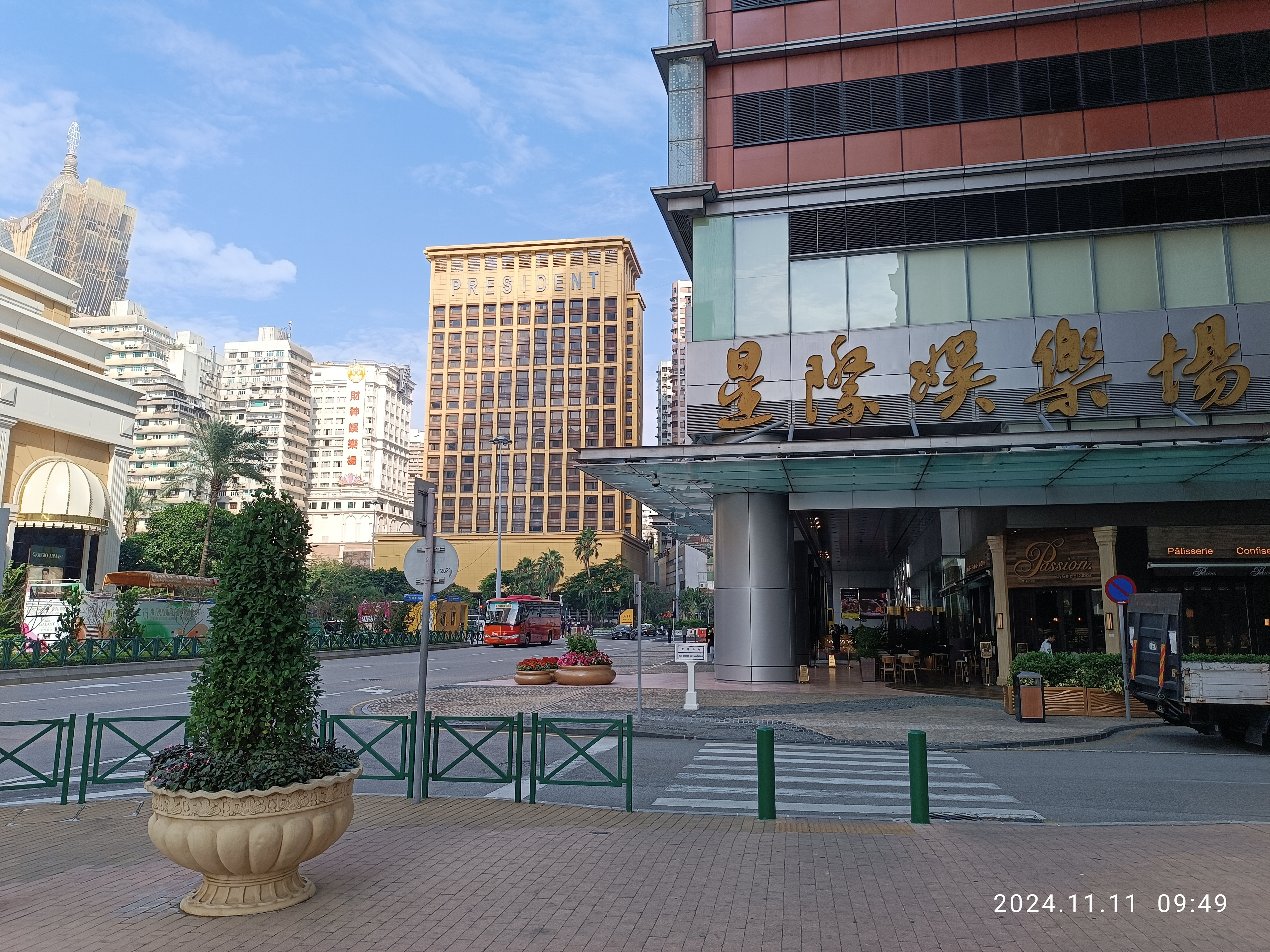
Казино и президентский отель в районе Се (Rua de Roma). Ноябрь 2024 года.
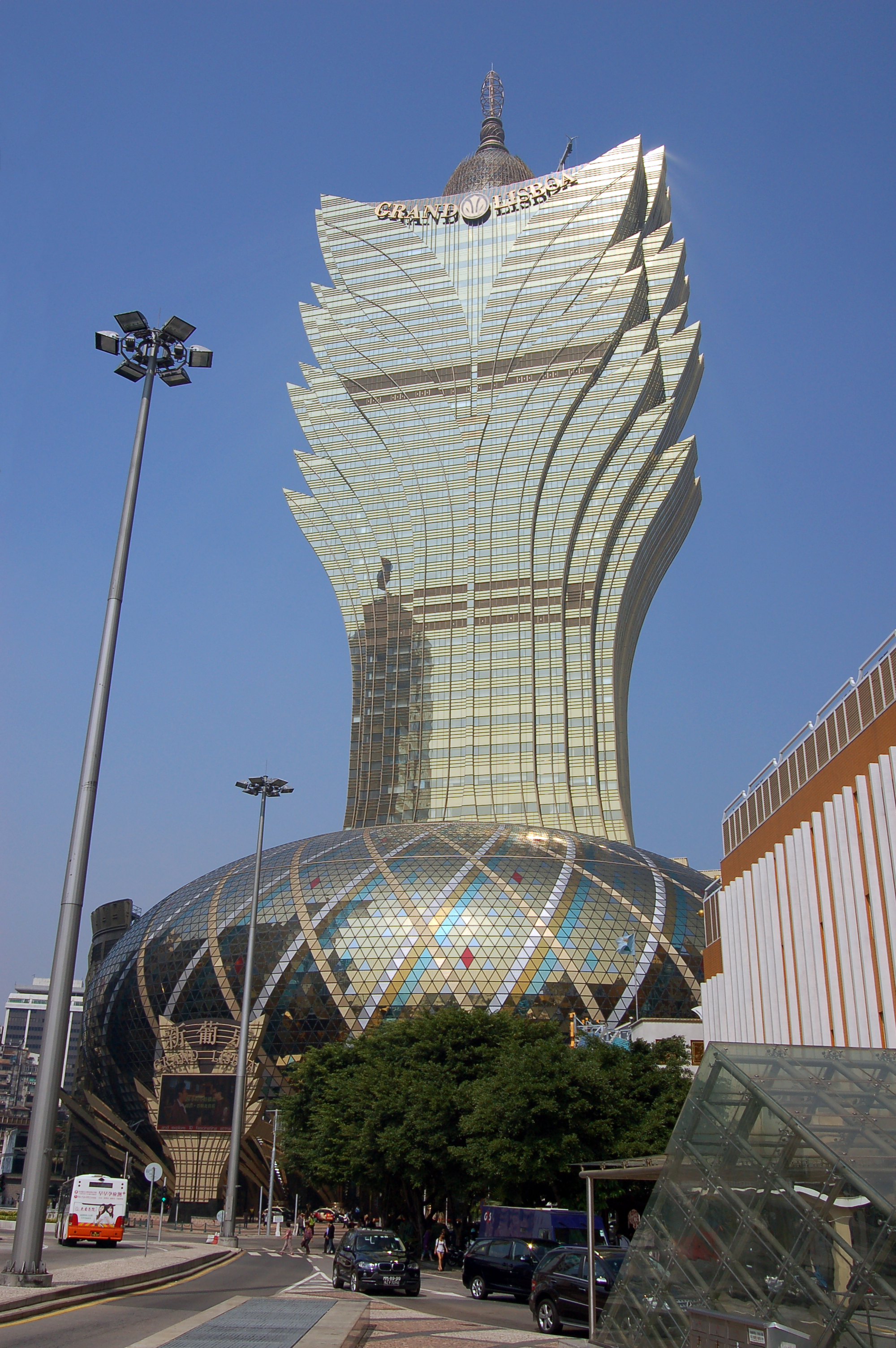
Небоскрёб Grand Lisboa